# Schöneseiffen
Schöneseiffen ist ein Stadtteil im Südwesten von Schleiden im nordrhein-westfälischen Kreis Euskirchen. Nördlich der Ortschaft entspringt der Dieffenbach. In Schöneseiffen wohnen gut 400 Personen. Hier gibt es einen Sportplatz, ein Bürgerhaus und einen Jugendraum.

## Geografie
Schöneseiffen liegt in der Rureifel unweit der Grenze zu Belgien auf der Dreiborner Hochfläche über dem Tal der Olef. Innerhalb der Gemarkung von Schöneseiffen ist die Erhebung Hollerscheid der höchste Punkt der Dreiborner Hochfläche mit 622,7 m über NHN.

## Geschichte
Am 19. Oktober 1322 wurde Schöneseiffen gemeinsam mit Bronsfeld und Harperscheid erstmals urkundlich erwähnt.
Aufgrund § 9 des Aachen-Gesetzes wurde der Ort am 1. Januar 1972 in die Stadt Schleiden eingegliedert.

## Windpark Schleiden-Schöneseiffen
In westlicher Richtung, an der B 258, liegt der Windpark Schleiden-Schöneseiffen mit 18 Windkraftanlagen. 2014–2015 wurden mit einem Repowering 12 der 17 Windkraftanlagen vom Typ Tacke TW 1,5 durch 13 vom Typ Enercon E-101 ersetzt. Zusammen mit der verbliebenen Enercon E-82 E2 sowie den verbliebenen fünf Tacke TW 1,5 gehört der Windpark mit einer Gesamtleistung von zusammen 49,45 MW zu den sieben größten Windparks in Nordrhein-Westfalen.

## Natur und Naherholung

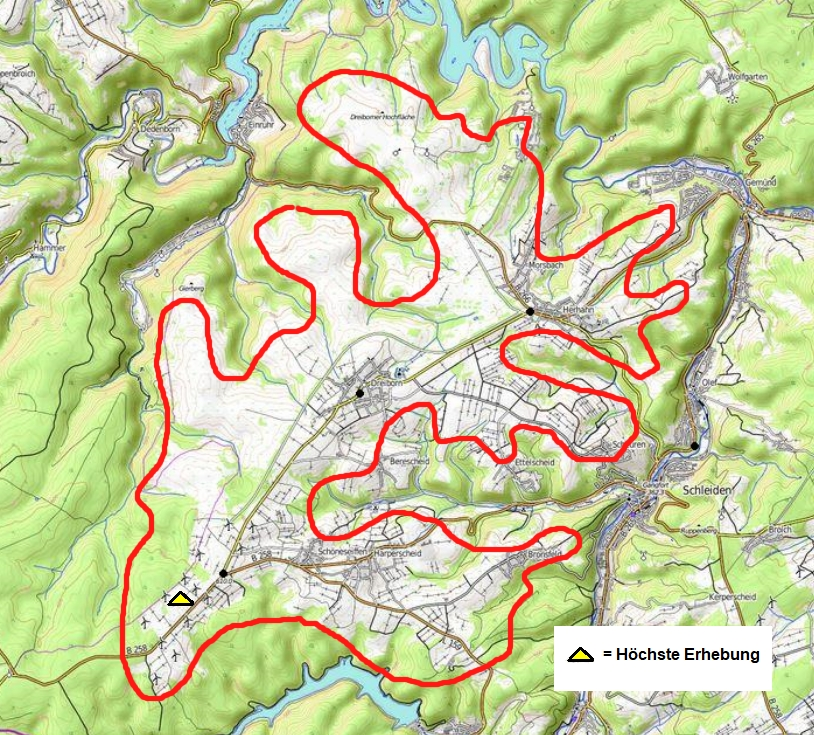
Dreiborner Hochfläche

Touristisch interessant ist die Höhenlage mit weitem Fernblick über das Tal der Olef, der nahe Nationalpark Eifel, die Dreiborner Hochfläche. Die Nähe zur Oleftalsperre und dem Wildfreigehege Hellenthal, die Vielzahl der markierten Wanderwege.

## Verkehr
Durch Schöneseiffen verläuft die B 258. Die nächsten Autobahnanschlussstellen sind Nettersheim auf der A 1, Aachen-Lichtenbusch auf der A 44 und Wißkirchen auf der A 1.
Die VRS-Buslinie 836 der RVK verbindet den Ort, überwiegend als TaxiBusPlus nach Bedarf mit seinen Nachbarorten und mit Schleiden.
| Linie | Verlauf                                                                                             |
| ----- | --------------------------------------------------------------------------------------------------- |
| 836   | MiKE (außer im Schülerverkehr): (Hellenthal –) Schöneseiffen – Harperscheid – Bronsfeld – Schleiden |